# الحزب اللومومبي الموحد
الحزب اللومومبي الموحد هو حزب سياسي في جمهورية الكونغو الديمقراطية. تأسس الحزب في عام 1964. قائد الحزب هو انطن جيزنجا.
في الانتخابات البرلمانية لعام 2006 حصل الحزب على 34 مقعد. في الانتخابات الرئاسية لعام 2006، حصل مرشح الحزب، انطن جيزنجا، على 2211280 صوت (13.06%).